# Pternandra echinata
Pternandra echinata är en tvåhjärtbladig växtart som beskrevs av William Jack. Pternandra echinata ingår i släktet Pternandra och familjen Melastomataceae. Inga underarter finns listade i Catalogue of Life.